# Лінія профілю
Лінія профілю (рос. линия профиля; англ. profile line; нім. Profillinie f, Schnittlinie f) — лінія, що показує на структурній карті напрям геологічного розрізу (профілю).
Її вибирають так, щоб останній базувався на якомога більшій кількості свердловин і максимально відображав особливості геологічної будови покладу або родовища.